# Lindada (festyn)

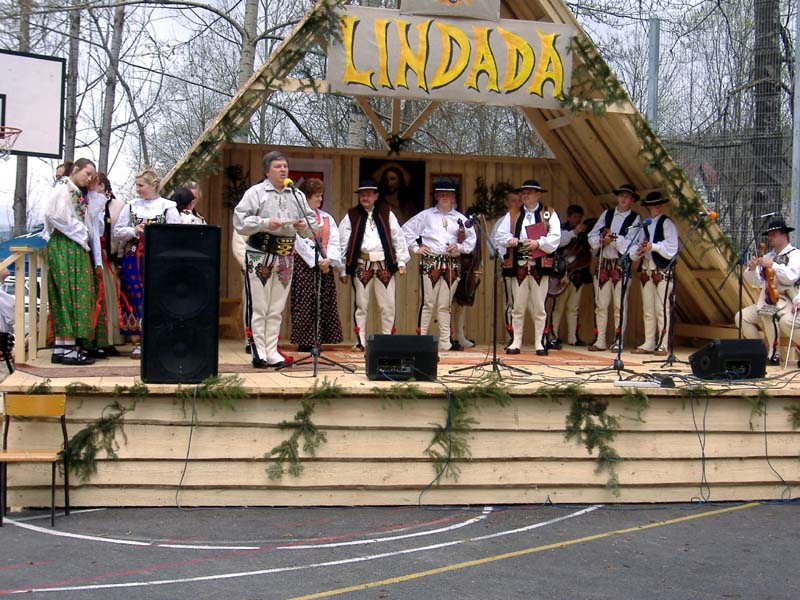
IV Gminny festyn "Lindada" (Leśnica k. Bukowiny Tatrzańskiej, 3 maja 2006)

Gminny festyn "Lindada - u zbiegu trzech kultur" – coroczna (od 2003) impreza plenerowa o charakterze otwartym odbywająca się na terenie gminy Bukowina Tatrzańska. Swą nazwę zawdzięcza Józefowi Bryjce pseud. Lindada, muzykantowi wędrującemu po Podhalu, o którym wspomina m.in. Józef Tischner w swej Historii filozofii po góralsku.
Ma ona na celu promocję i kultywowanie kultur społeczności zamieszkujących teren gminy - górali podhalańskich, Spiszaków oraz Romów. Każdego roku festyn odbywa się w innej miejscowości gminy. Pomysłodawcą imprezy byli artysta plastyk Maciej Kuchta oraz Bartłomiej Koszarek, muzykant i dyrektor Bukowiańskiego Centrum Kultury „Dom Ludowy”.
W trakcie imprezy przyznawana jest Nagroda Wójta Gminy Bukowina Tatrzańska w dziedzinie twórczości artystycznej, ochrony i upowszechniania kultury ludowej. Jest nią statuetka - odlany z brązu talerz z trzema gryfami skrzypiec, symbolizującymi trzy społeczności zamieszkujące gminę - projektu Janusza Jędrzejowskiego. 

## Lokalizacja festynu w poszczególnych latach
- 2003 - Bukowina Tatrzańska
- 2004 - Jurgów
- 2005 - Brzegi
- 2006 - Leśnica
- 2007 - Czarna Góra
- 2008 - Rzepiska
- 2009 - Białka Tatrzańska
- 2010 - Czarna Góra/Zagóra
- 2011 - Bukowina Tatrzańska
- 2012 - Jurgów
- 2013 - Brzegi
- 2014 - Leśnica-Groń
- 2015 - Czarna Góra[2]
- 2016 - Czarna Góra[3]
- 2017 - Białka Tatrzańska[4]
- 2018 - Bukowina Tatrzańska[5]